# Хамун
Хамун (на персийски: دریاچه هامون) е група временни, сладководни и безотточни езера, разположени в Югоизточен Иран и Югозападен Афганистан, в централната част на Иранската планинска земя. Явяват се устиеви разливи на реките Хелманд (от юг), Харутруд и Фарахруд (от север), Хашруд (от изток), Шуруд (от запад) и др., заемащи най-ниската част на безотточната Систанска падина, на около 480 m н.в. Дължината на езерната система от север на юг е около 150 km, ширината – 50 – 70 km, а дълбочината им е 1 – 1,5 m. Размерите на езерата са непостоянни. По време на пролетното пълноводие се образува единен водоем, а през другите сезони той се разпада на отделни езера – Хамун на юг, Сабари на север, Пузак на североизток и др. По време на голям приток на вода част от тях преливат в разположената на юг от Хамун падина Гауди Зира (на около 455 н.в.), където се образува временно езеро. Най-големите зарегистрирани размери на езерото Хамун е през 1903 г. – около 50 000 km². Бреговете на временните езера са обрасли с камъш и тръстика и са местообитание през зимата на много видове водоплаващи птици. В района на езерната група са разположени градовете Забол в Иран и Зарандж в Афганистан.